# Lefedőrendszer (halmazelmélet)
A halmazelméletben egy tetszőleges Ω halmaz egy lefedőrendszerén vagy lefedésén egy olyan R halmazrendszert (halmazcsaládot) értünk, amelynek tagjai (ha külön-külön nem is, de összességükben) tartalmazzák az Ω bármely elemét, vagyis amelynek unióhalmaza részként tartalmazza Ω-t:
Ha egyenlőség is teljesül, továbbá R nem üres, és tagjai páronként diszjunktak, akkor az Ω egy osztályfelbontásáról (partíciójáról) beszélünk.